# Hisashi Kurosaki
Hisashi Kurosaki, född 8 maj 1968 i Tochigi prefektur, Japan, är en japansk tidigare fotbollsspelare.